# Grande Genova

Il territorio comunale di Genova nella città metropolitana di Genova

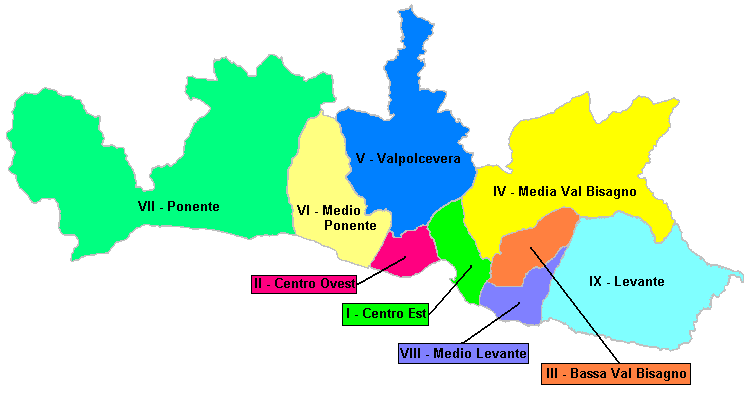
I municipi del comune

Grande Genova è una locuzione utilizzata per indicare l'unità amministrativa venutasi a formare in seguito al processo di unificazione di una serie di comuni e relativi ampi tratti di territorio in quello di Genova. Specificamente si intende la Genova che si estende per circa 35 km dalle scogliere di Nervi ai litorali di Voltri lungo la costa, e nell'entroterra nelle parti inferiori delle vallate del Polcevera e del Bisagno. Risale al 1926, quando 19 comuni del Genovesato fino ad allora autonomi furono aggregati al comune di Genova, aggiungendosi a 6 comuni della bassa val Bisagno inglobati già nel 1874.
Rispetto alle aree urbane delle altre grandi città italiane, quella genovese si distingue per il fatto di non avere veri e propri quartieri periferici, ma piuttosto una serie di cittadine con un forte senso di appartenenza, una consolidata struttura economica e sociale e un proprio centro storico, non percepite socialmente come periferie; a testimonianza della forte identità locale, in molti quartieri del ponente (in particolare da Sestri a Voltri) e nella val Polcevera è diffuso l'uso degli abitanti di dire "vado a Genova" e non "vado in centro". Si può perciò definire Genova una città policentrica, in cui peraltro il ruolo di area degradata non spetta tanto alle aree periferiche (se non a pochi quartieri di edilizia popolare nati negli anni settanta nelle zone collinari) bensì, a partire dal secondo dopoguerra, all'antico centro storico, abbandonato dagli originari abitanti e andato incontro a una progressiva decadenza, pur in presenza di segnali di ripresa negli ultimi anni.
L'agglomerato urbano costituito dai sobborghi industriali è diventato nel tempo un tutt'uno con il cuore della città, collegato da numerose linee di autobus, dalle linee ferroviarie litoranee, la Genova-Pisa e la Genova-Ventimiglia, e in parte dalla metropolitana di Genova, che collega la stazione ferroviaria di Genova Brignole con il quartiere di Rivarolo.

## Evoluzione storica

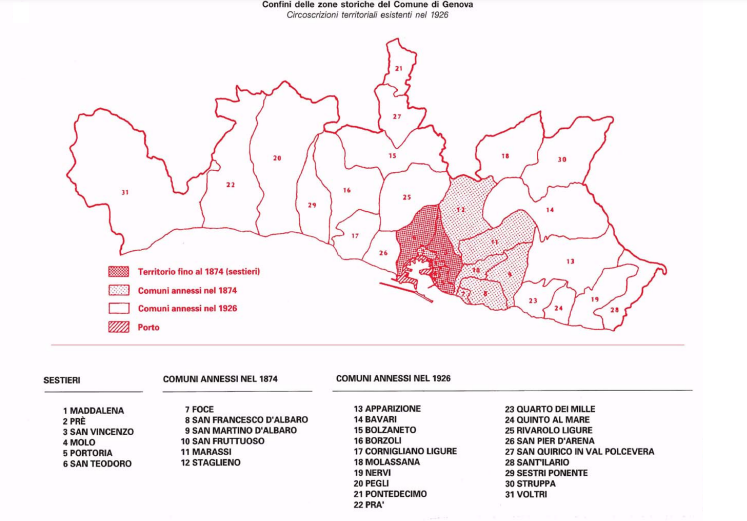
Mappa della Grande Genova con annessa legenda dei sestieri e dei comuni accorpati nel 1874 e nel 1926

### Situazione precedente alle aggregazioni del 1874
L'aggregazione dei comuni limitrofi all'attuale centro cittadino portata a compimento nel 1926 dal regime fascista è il risultato di un processo cominciato negli anni settanta del secolo precedente.
Fino al 1874 il territorio comunale della città di Genova coincideva con l'area urbana compresa all'interno della cinta muraria seicentesca, le cosiddette Mura Nuove, e suddivisa in sei rioni, detti sestieri:
- Maddalena
- Molo
- Portoria
- Prè
- San Teodoro
- San Vincenzo

A seguito del rapido aumento della popolazione verificatosi negli anni venti dell'Ottocento, saturati tutti gli spazi all'interno della città medioevale, venne elaborato un primo piano di espansione urbanistica, peraltro ancora entro i limiti storici del comune, che interessò le aree non ancora urbanizzate comprese tra la cinta muraria più antica e le Mura Nuove: la città si espanse sulle colline alle sue spalle con gli insediamenti residenziali di Castelletto, destinati alle élite borghesi e quelli popolari di Oregina e Lagaccio.

### Le aggregazioni del 1874
Da questa operazione di riassetto urbanistico emerse la necessità di ampliare i confini cittadini per far spazio a nuove infrastrutture e zone residenziali destinate al ceto medio. L'attenzione dell'amministrazione genovese venne rivolta ai comuni limitrofi della bassa val Bisagno, dove già esistevano infrastrutture al servizio della città, prima fra tutte "il magnifico camposanto, meraviglia di nazionali e stranieri", come ebbe a scrivere il sindaco di Genova Andrea Podestà nella relazione con la quale il 4 marzo 1873 sottopose alla giunta il piano di ingrandimento territoriale oltre i vecchi sestieri.
La proposta approvata dalla giunta genovese, nonostante l'opposizione dei comuni interessati, fu accolta dal re Vittorio Emanuele II che il 26 ottobre 1873 con il Regio Decreto n. 1638 stabilì con decorrenza dal 1º gennaio 1874 l'annessione a Genova dei seguenti comuni:
- Foce
- Marassi
- San Francesco di Albaro
- San Fruttuoso
- San Martino di Albaro
- Staglieno

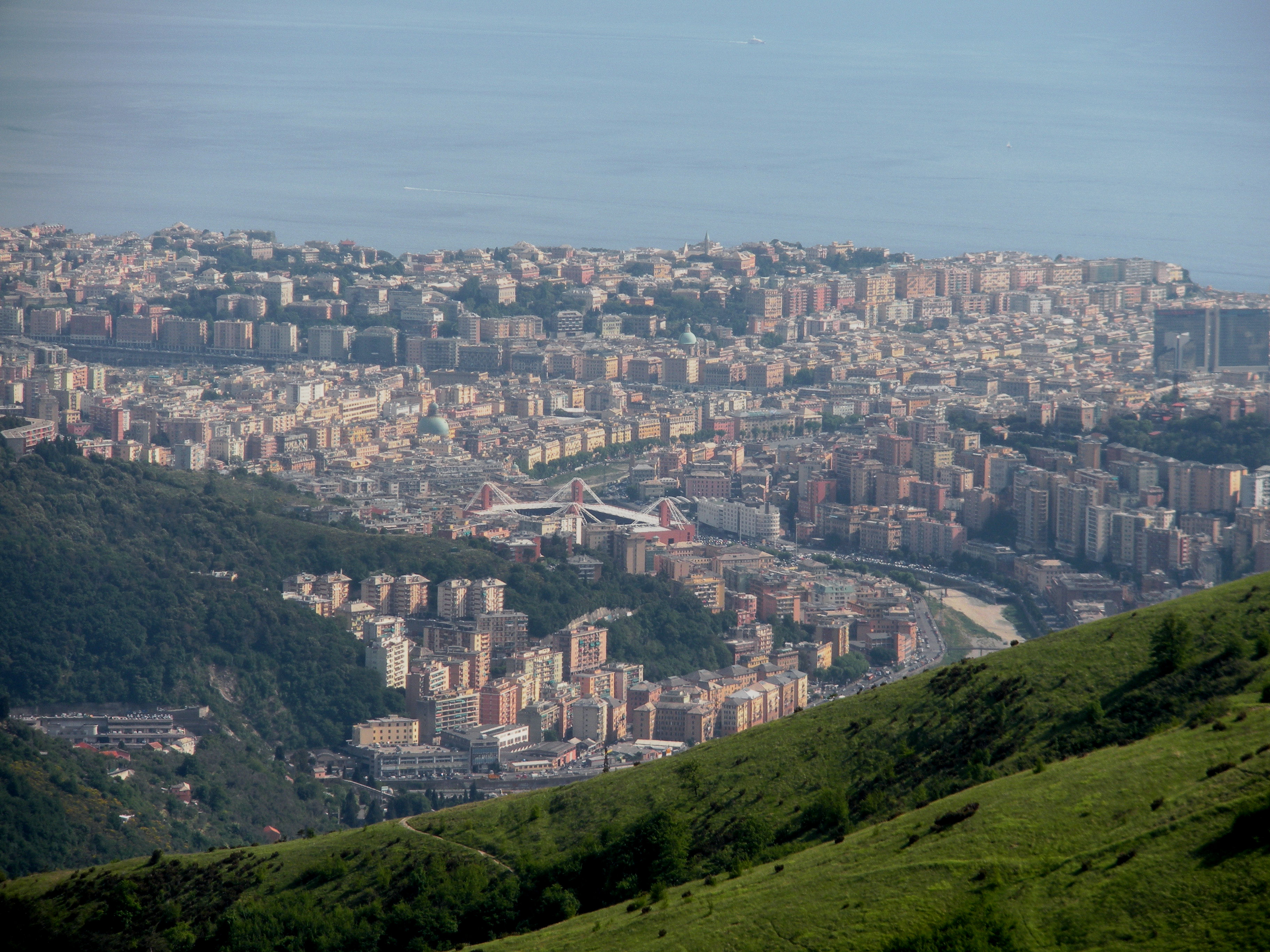
La bassa val Bisagno fotografata da Forte Diamante

Per quello che riguarda la popolazione residente, questi sono i dati dei censimenti precedente (1871) e successivo (1881) l'unificazione:
| Zona                        | 1871   | 1881   |
| --------------------------- | ------ | ------ |
| Genova - quartieri centrali | 130836 | 135862 |
| Foce                        | 2252   | 4057   |
| Marassi                     | 5669   | 6439   |
| San Francesco d'Albaro      | 8690   | 12124  |
| San Fruttuoso               | 7366   | 10048  |
| San Martino d'Albaro        | 4157   | 4348   |
| Staglieno                   | 3266   | 3707   |
| Totale                      | 162236 | 176585 |
| Totale escluso il centro    | 31400  | 40723  |

### Le aggregazioni del 1926
Il processo di costituzione della "Grande Genova" fu portato a compimento nel 1926 con uno dei più vasti ampliamenti territoriali condotti in Italia in quel periodo. Negli stessi anni il regime fascista aveva provveduto ad analoghe operazioni di accorpamento alle grandi città di alcuni comuni limitrofi (tra questi si segnalano tra gli altri i casi di Milano, Napoli, Venezia e Reggio Calabria), ma il caso genovese si distingue per l'entità dell'incremento territoriale e demografico, che vedeva coinvolti, accanto a piccoli comuni, vere e proprie cittadine connotate da una forte identità quali Sampierdarena e Sestri Ponente, che non a caso vissero l'accorpamento alla vicina città come una vera e propria degradazione.
Con il R.D.L. n. 74 del 14 gennaio 1926 vennero quindi incorporati nel capoluogo diciannove comuni. La nuova entità amministrativa divenne operativa dal 1º luglio 1926, portando la popolazione del comune di Genova da una popolazione di 335000 abitanti a una di 580000 abitanti.
L'aggregazione, fortemente voluta dal regime fascista soprattutto per favorire lo sviluppo delle attività industriali e portuali, non fu indolore per il paesaggio dei borghi marinari e delle colline del ponente, che di lì a poco sarebbero stati trasformati in una grande area industriale, nonostante gli abitanti abbiano contrastato, per quanto possibile nel contesto storico e politico dell'epoca, quest'operazione autoritaria, manifestando un forte attaccamento ai propri luoghi di vita che si è trasmesso alle generazioni successive e perfino agli immigrati arrivati nel secondo dopoguerra dal sud Italia. Al contrario dei grandi centri industriali in alcune località meno popolate, come Apparizione, Borzoli e San Quirico il nuovo assetto amministrativo fu invece accolto con favore perché andava a risolvere definitivamente cronici problemi di gestione.
Un'altra motivazione era l'intento di valorizzare le aree centrali del comune storico che negli anni seguenti furono oggetto di un notevole rinnovamento urbanistico caratterizzato da soluzioni architettoniche tipiche del periodo fascista. Esempi significativi di questo modello di sviluppo urbanistico furono la realizzazione di piazza della Vittoria e piazza Dante, con gli edifici e i monumenti in stile razionalista disegnati da Marcello Piacentini.
Accanto alle motivazioni principali di carattere amministrativo ed economico, molti osservatori vi lessero anche la volontà del regime di porre sotto controllo la popolazione dei centri industriali del ponente e della val Polcevera, connotati da una forte adesione alle idee socialiste.
I comuni aggregati furono i seguenti:
Nel levante:
- Apparizione
- Nervi
- Quarto dei Mille
- Quinto al Mare
- Sant'Ilario Ligure

Nella val Bisagno:
- Bavari
- Molassana
- Struppa

Nella val Polcevera:
- Bolzaneto
- Borzoli
- Pontedecimo
- San Quirico in Val Polcevera
- Rivarolo Ligure

Nel ponente:
- Cornigliano Ligure

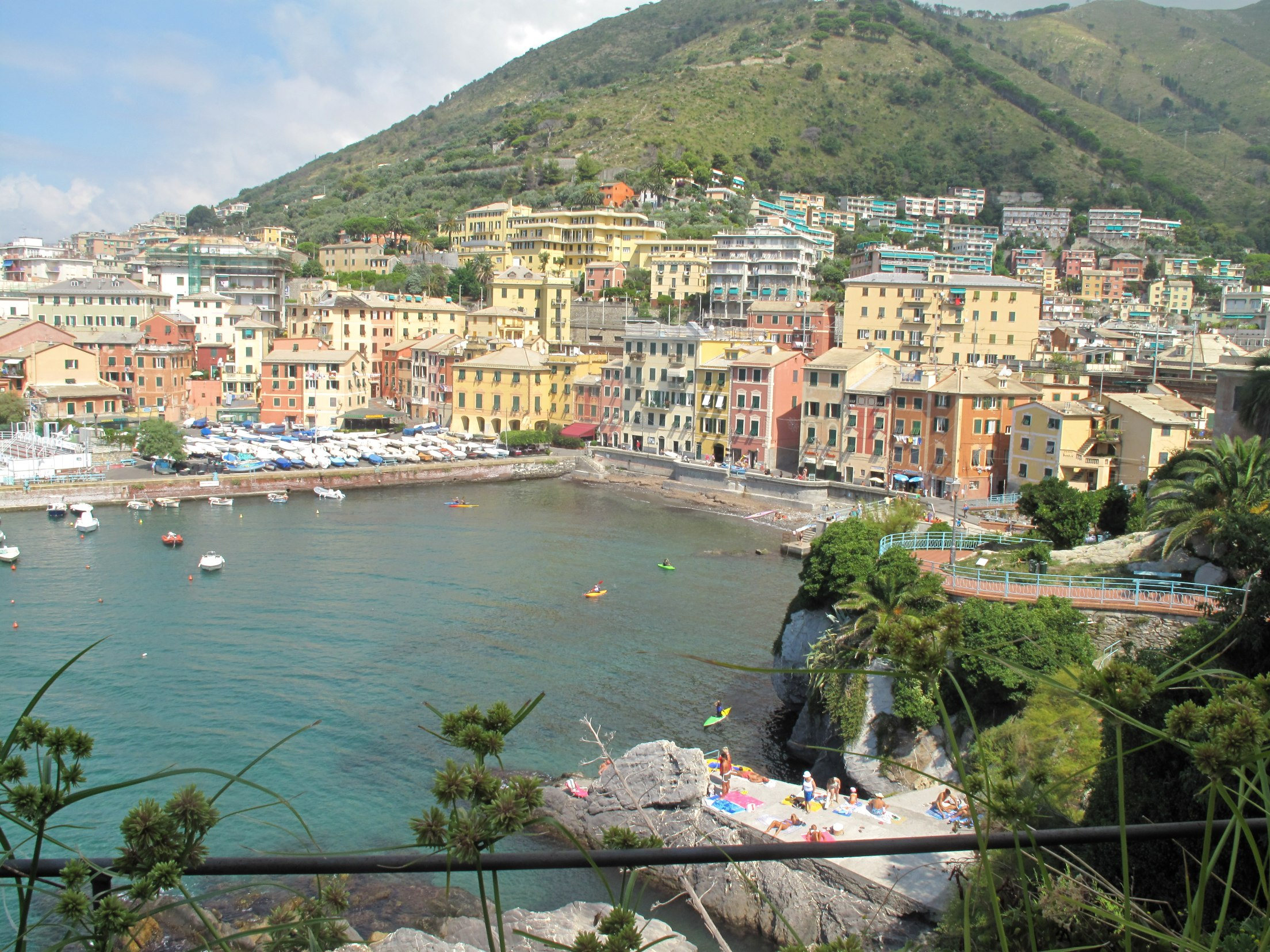
Nervi

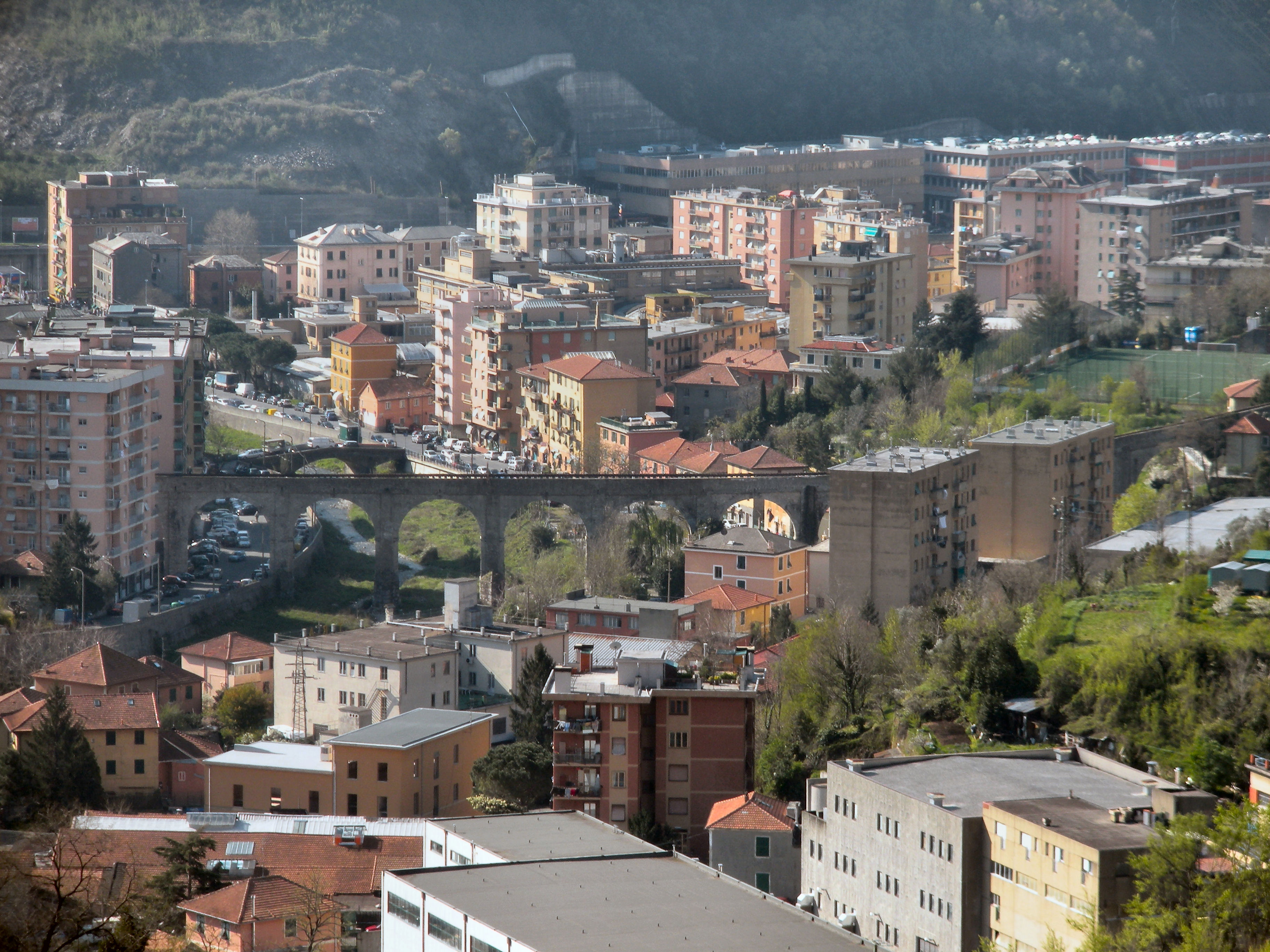
Molassana

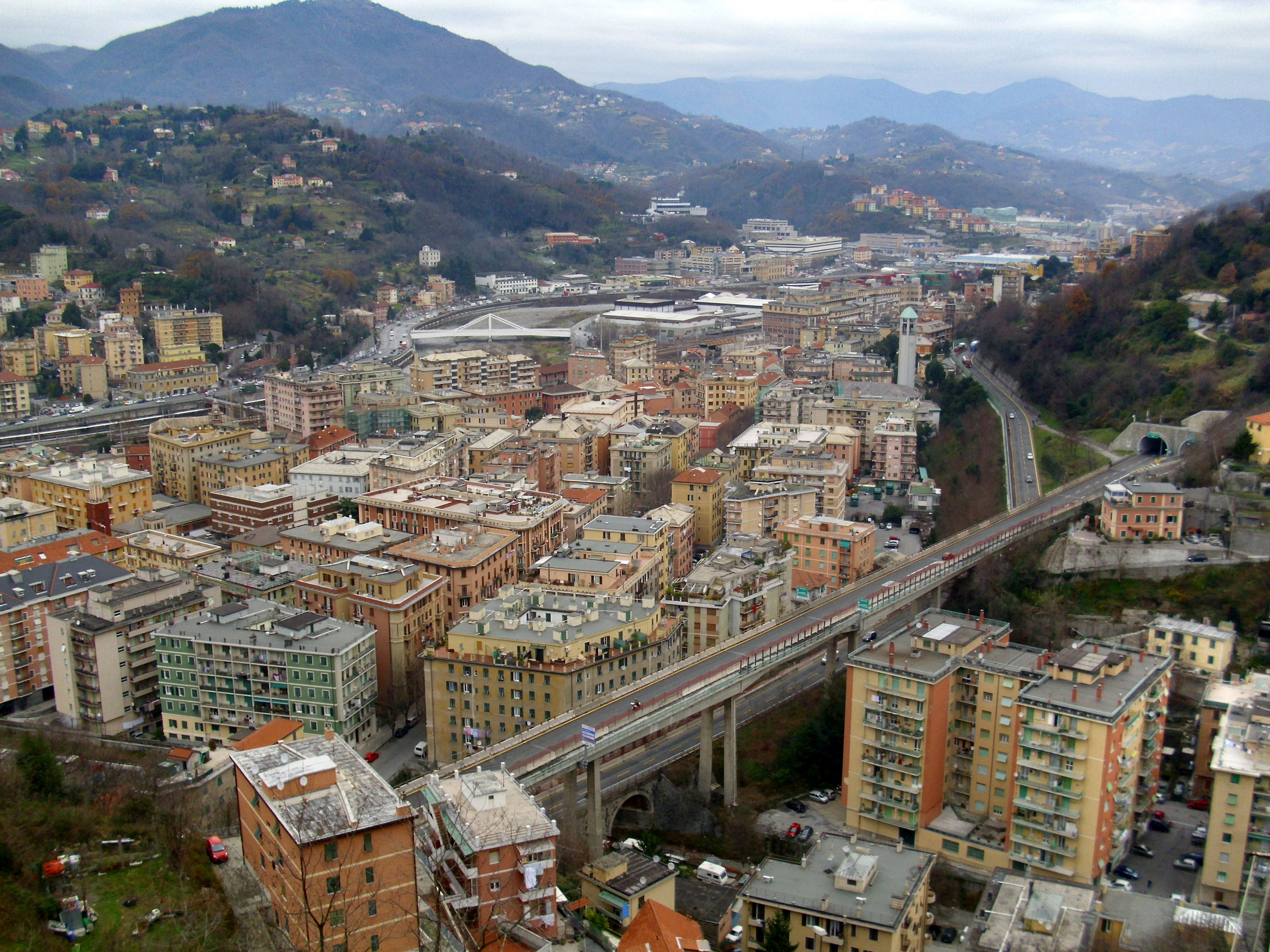
Bolzaneto

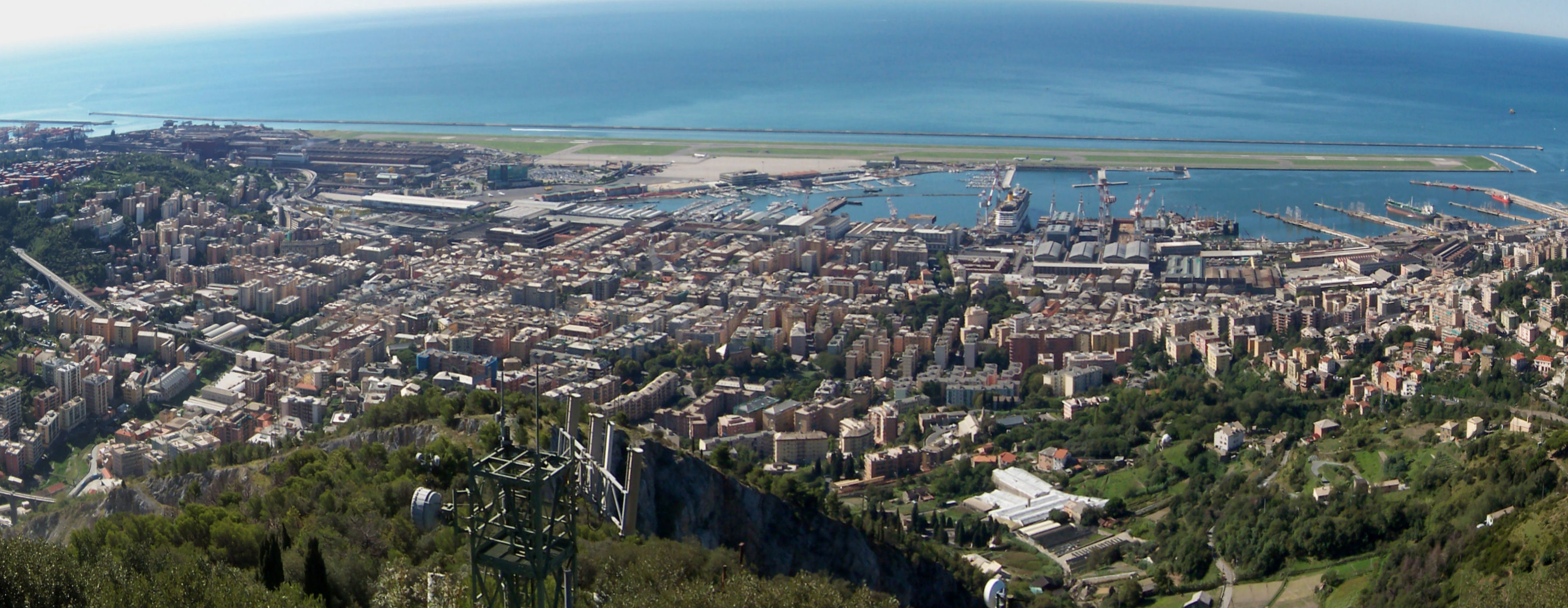
Sestri Ponente

- Pegli (aveva inglobato nel 1875 Multedo)
- Pra'
- Sampierdarena
- Sestri Ponente (aveva inglobato nel 1923 San Giovanni Battista)
- Voltri

Per quello che riguarda la popolazione residente, questi sono i dati dei censimenti precedente (1921) e successivi (1931 e 1936) l'unificazione:
| Zona                        | 1921   | 1931   | 1936   |
| --------------------------- | ------ | ------ | ------ |
| Genova - quartieri centrali | 304108 | 330336 | 355957 |
| Apparizione                 | 3660   | 4910   | 4774   |
| Bavari                      | 4531   | 5633   | 5876   |
| Bolzaneto                   | 12043  | 12523  | 13333  |
| Borzoli                     | 10830  | 10903  | 11258  |
| Cornigliano Ligure          | 19163  | 22200  | 23898  |
| Molassana                   | 2900   | 5005   | 6203   |
| Nervi                       | 8090   | 8358   | 8769   |
| Pegli e Multedo             | 12594  | 14968  | 16294  |
| Pontedecimo                 | 6360   | 7061   | 7525   |
| Pra'                        | 8253   | 8504   | 8727   |
| Quarto dei Mille            | 8712   | 9288   | 10723  |
| Quinto al mare              | 3974   | 4427   | 4666   |
| Rivarolo Ligure             | 28440  | 32072  | 33345  |
| San Pier d'Arena            | 51977  | 52903  | 57216  |
| San Quirico                 | 4701   | 5386   | 5771   |
| Sant'Ilario Ligure          | 1740   | 2034   | 2046   |
| Sestri P e San G Battista   | 28041  | 30849  | 34579  |
| Struppa                     | 5434   | 7260   | 7452   |
| Voltri                      | 16011  | 16116  | 16234  |
| Totale                      | 541562 | 590736 | 634646 |
| Totale escluso il centro    | 237454 | 260400 | 278689 |